# Vladímir Anatólievich Pávlov
Vladímir Anatólievich Pávlov (en ruso: Влади́мир Анато́льевич Па́влов; 6 de mayo de 1956) fue un político ruso de la República de Buriatia y el presidente del «Jural Popular de la República de Buriatia», que asumió el cargo en su sexta convocatoria el 19 de septiembre de 2018. Aunque Pávlov era de etnia rusa, hablaba el idioma  buriato con fluidez.

## Primeros años
Pávlov nació el 6 de mayo de 1956 en el ulús de Shibertúi, en el Distrito de Bichurski de la República Autónoma Socialista Soviética de Buriatia. Después de graduarse de la escuela secundaria, entró en el Instituto Agrícola de Buriat, en el que se graduó en 1978 con un título en ingeniería mecánica. Empezó su carrera como ingeniero jefe de la Granja Estatal de Novosrétenska, donde trabajó hasta 1987. En 1987, fue nombrado director de la Granja Estatal de Novosrétenska. Desde 1994 hasta 2002, trabajó como Presidente de la Cooperativa de Producción Agrícola de Novosrétenska. Fue elegido como diputado del Consejo de Distrito de Diputados en su 3.ª convocatoria.

## Carrera política

### Diputado en el Jural del Pueblo
Pávlov fue elegido como diputado del Jural Popular de la República de Buriatia en su 2.ª, 3.ª y 4.ª convocatoria. En 2002 y 2007 fue elegido presidente del Comité del Jural Popular de la República de Buriatia sobre cuestiones de tierras, política agrícola y mercado de consumo, uno de los comités directivos del Jural Popular de la República de Buriatia. Como presidente del comité, inició la adopción de más de 30 leyes en Buriatia para el desarrollo socioeconómico de la república.
De octubre de 2005 a agosto de 2007, Pávlov fue presidente de la sección regional de Buriatia del Partido Agrario Ruso. En diciembre de 2008, fue elegido secretario de la rama regional de Buriatia de Rusia Unida.

### Presidente del Jural del Pueblo
El 9 de septiembre de 2018, fueron elegidos los diputados de la 6.ª convocatoria del Jural Popular de la República de Buriatia. El político de Rusia Unida Bair Zhambálov propuso nominar a Pávlov para presidente. El 19 de septiembre de 2018, en la primera reunión parlamentaria de la 6.ª convocatoria del Jural Popular de la República de Buriatia, Pávlov fue elegido Presidente del Jural Popular por una votación de 45 a 18. Votaron 64 de los 66 diputados del Jural Popular. Pávlov fue el único candidato y los otros partidos no nominaron a ningún candidato. Después de su elección, Pávlov agradeció a los diputados por su confianza. Recibió cartas de gratitud y agradecimiento de la administración del Distrito de Bichurski, el gobierno de la República de Buriatia, el Jural Popular de la República de Buriatia, y la  Duma Estatal de la Asamblea Federal de la Federación de Rusia.
Al asumir el cargo, anunció el plan para los próximos 5 años de su mandato centrándose en el apoyo a la agricultura, los huérfanos y una serie de otras cuestiones. Durante su discurso, declaró que:

El parlamento de la sexta convocatoria se enfrenta a tareas de gran importancia. En el ámbito económico, la más relevante para nosotros es la adopción de una estrategia de desarrollo socioeconómico hasta 2035. El apoyo regular a la estrategia se convertirá en una tarea importante durante todo el período de trabajo de la sexta convocatoria. El objetivo principal es aumentar los ingresos de la república mediante la creación de una estructura económica altamente competitiva como base para el posterior crecimiento social y económico sostenible, teniendo en cuenta las restricciones ambientales que se establecen en nuestra legislación. También tenemos que aprobar a nivel legislativo una ley sobre el sistema de gestión de la innovación en la república y concluir acuerdos con las autoridades federales y las grandes empresas privadas sobre la coordinación de los eventos.

## Premios y títulos
- Trabajador honorable de Agricultura de la República de Buriatia en 1993.
- Medalla "Por el trabajo en la agricultura" en 2006, otorgado por Vladímir Putin.